# The Secret Agent Club
The Secret Agent Club is een Amerikaanse komische actiefilm uit 1996, geregisseerd door John Murlowski met in de hoofdrol Hulk Hogan als geheim agent.

## Verhaal
Ray Chase leidt een dubbelleven. Voor zijn zoon Jeremy is hij een rare eigenaar van een speelgoedwinkel en de enige volwassen verzorger na de dood van zijn moeder. In werkelijkheid is Ray echter een succesvolle geheim agent die werkt voor de geheime organisatie SHADOW, die opereert vanaf een schip. De speelgoedwinkel is slechts een dekmantel, zijn werknemer, Mr. Yamata, is een contactpersoon met SHADOW. Wanneer Ray een nieuw ontwikkeld straalwapen met een bijna onbeschrijfelijke vernietigende kracht steelt van de kwaadaardige Eve, keren de gebeurtenissen terug. Bij zijn terugkeer beschermt Ray het pistool, maar schurk Wrecks zit hem op de hielen. Ray wordt betrapt door Wrecks na een wilde achtervolging met zoon Jeremy. Hij slaagt er echter in het wapen te verbergen. Jeremy ontsnapt en redt zichzelf in de geheime schuilplaats van zijn "Secret Agent Club".
Zijn vrienden geloven hem eerst niet, maar als ze het verwoeste appartement zien, besluiten ze hun vriend te helpen. De zoektocht naar Jeremy's vader begint in de speelgoedwinkel, maar Wrecks heeft alles al verwoest en de medewerker ernstig gewond. Zijn kleinzoon Shigeo komt de winkel binnen en voegt zich bij de groep. Ondertussen wordt Ray gemarteld door een dokter met een bril die virtual reality en drugs creëert. Hij kan echter het waarheidsserum trotseren. Jeremy en zijn vrienden stelen het verborgen geweer van het politiebureau en kunnen ternauwernood aan Wrecks ontsnappen. Sly, de hacker van de groep, verbergt het geweer. De rest van de groep ontmoet Vincent Scarletti, een andere bediende van Eve. Hij doet zich voor als Ray's partner Max Simpson en bedriegt de kinderen met zijn goocheltrucs.
Wanneer de echte Max opduikt, wordt hij neergeslagen door Shigeo, een uitstekende karatevechter. De kinderen krijgen een telefoontje van Ray die zich voor korte tijd heeft kunnen bevrijden. Hij onthult zijn verblijfplaats, maar Eve pakt dan de telefoon. Ze stelt de kinderen een ultimatum. De kinderen besluiten het geweer aan Simpson te geven, maar het wordt aan hen geopenbaard. Sly leidt hen naar een schuilplaats voor bendes en de kinderen kunnen Wrecks en Vincent uitschakelen. Uitgerust met speelgoed uit de winkel, gaan ze op weg om Jeremy's vader te bevrijden. Ze breken in in de oude, in onbruik geraakte gevangenis en slagen erin om Ray te bevrijden. Na een laatste gevecht houdt Eve het wapen, maar Ray kon de zelfvernietiging activeren. Ray weet te ontsnappen met de kinderen en de faciliteit explodeert samen met de criminele organisatie.

## Rolverdeling
| Acteur           | Personage         |
| ---------------- | ----------------- |
| Hulk Hogan       | Ray Chase         |
| Matthew McCurley | Jeremy Chase      |
| Lesley-Anne Down | Eve               |
| Maurice Woods    | Sly               |
| Danny McCue      | Bart              |
| Ashley Power     | Rosalie           |
| Jimmy Pham       | Shigeo            |
| Richard Moll     | Wrecks            |
| Lyman Ward       | SHADOW General    |
| Barry Bostwick   | Vincent Scarletti |
| Edward Albert    | Max Simpson       |
| James Hong       | Mr. Yamata        |
| Jack Nance       | Doc               |
| M.C. Gainey      | Jock Dad          |

## Ontvangst
The Secret Agent Club  heeft op Rotten Tomatoes geen score gekregen, ondanks 2 recensies. Op Metacritic heeft de film een gemiddelde score van 41/100, gebaseerd op 17 recensies.